# Ernst Garden
Ernst Erich Hermann Garden (* 20. November 1900 in Friedeberg; † 30. Mai 1945 in Berlin) war ein deutscher Filmproduktions- und ‑herstellungsleiter.

## Leben
Garden hatte nach seiner kaufmännischen Ausbildung zunächst als Aufnahmeleiter gearbeitet und in dieser Funktion unter anderem die Filme Horrido, Der Wilderer, Mary Lou, Ariadne im Hoppegarten, Narkose und Hurrah! Überfall! betreut. 1926 drehte er auch eine vielbeachtete Tierdokumentation im heutigen Äthiopien.
1932 rückte Garden zum Produktionsleiter und arbeitete in dieser Funktion für diverse kleinere Berliner Firmen. 1937 wechselte Ernst Garden zur Cine-Allianz Tonfilm und 1940 zur Wien-Film als Produktionsleiter unter der Patronage von Erich von Neusser. 1943 erhielt Garden eine eigene Herstellungsgruppe bei der Berlin-Film.
Garden starb wenige Wochen nach dem Ende des Zweiten Weltkriegs im Auguste-Viktoria-Krankenhaus in Berlin-Schöneberg.

## Filmografie (Auswahl)
- 1926: Auf Tierfang in Abessinien (Dokumentarfilm, nur Regie)
- 1932: Der große Bluff
- 1933: Die kleine Schwindlerin
- 1933: Der Tunnel
- 1933: So ein Flegel
- 1933: Konjunkturritter
- 1934: Besuch am Abend
- 1934: Aufforderung zum Tanz
- 1934: Heinz im Mond
- 1934: Der Schlafwagenkontroller
- 1935: Der Außenseiter
- 1935: Varieté
- 1936: Hannerl und ihre Liebhaber
- 1936: Lumpacivagabundus
- 1936: Frauenliebe – Frauenleid
- 1937: Fremdenheim Filoda
- 1937: Das große Abenteuer
- 1938: Rätsel um Beate
- 1938: Diskretion – Ehrensache
- 1938: In geheimer Mission
- 1939: Hurra! Ich bin Papa!
- 1939: Ehe in Dosen
- 1939: Dein Leben gehört mir
- 1940: Ein Leben lang
- 1940: Spähtrupp Hallgarten
- 1941: Heimkehr
- 1941: Brüderlein fein
- 1942: Die heimliche Gräfin
- 1942: Das Ferienkind
- 1944: Das war mein Leben
- 1945: Heidesommer (unvollendet)